# Olympische Sommerspiele 2020/Teilnehmer (Palästina)
| Gelbes Symbol für Goldmedaillen mit stilisierten Olympischen Ringen | Graues Symbol für Silbermedaillen mit stilisierten Olympischen Ringen | Braundes Symbol für Bronzemedaillen mit stilisierten Olympischen Ringen |
| ------------------------------------------------------------------- | --------------------------------------------------------------------- | ----------------------------------------------------------------------- |
| —                                                                   | —                                                                     | —                                                                       |

Palästina nahm an den Olympischen Spielen 2020 in Tokio teil. Es war die insgesamt siebte Teilnahme an Olympischen Sommerspielen. Insgesamt traten fünf Athleten in vier Sportarten an.

## Teilnehmer nach Sportarten

### Gewichtheben
| Athleten        | Wettbewerb                    | Reißen  | Reißen | Stoßen  | Stoßen | Zweikampf | Zweikampf | Rang |
| Athleten        | Wettbewerb                    | Gewicht | Rang   | Gewicht | Rang   | Gewicht   | Rang      | Rang |
| --------------- | ----------------------------- | ------- | ------ | ------- | ------ | --------- | --------- | ---- |
| Männer          |                               |         |        |         |        |           |           |      |
| Mohammed Hamada | Mittelschwergewicht bis 96 kg | 137 kg  | 15     | 173 kg  | 12     | 310 kg    | 13        | 13   |

### Judo
| Athleten         | Wettbewerb | 1. Runde | 1. Runde | 2. Runde  | 2. Runde | Achtelfinale  | Achtelfinale  | Viertelfinale | Viertelfinale | Halbfinale / Trostrunde | Halbfinale / Trostrunde | Finale / Platz 3 | Finale / Platz 3 | Rang |
| Athleten         | Wettbewerb | Gegner   | Ergebnis | Gegner    | Ergebnis | Gegner        | Ergebnis      | Gegner        | Ergebnis      | Gegner                  | Ergebnis                | Gegner           | Ergebnis         | Rang |
| ---------------- | ---------- | -------- | -------- | --------- | -------- | ------------- | ------------- | ------------- | ------------- | ----------------------- | ----------------------- | ---------------- | ---------------- | ---- |
| Wesam Abu Rmilah | bis 81 kg  | Freilos  | Freilos  | D. Ressel | 0:10     | ausgeschieden | ausgeschieden | ausgeschieden | ausgeschieden | ausgeschieden           | ausgeschieden           | ausgeschieden    | ausgeschieden    | 17   |

### Leichtathletik
Laufen und Gehen
Hanna Barakat stellte in der Vorausscheidung einen neuen nationalen Rekord auf, was aber nicht für das Weiterkommen reichte.
| Athleten      | Wettbewerb | Vorlauf | Vorlauf | Runde 1       | Runde 1       | Halbfinale    | Halbfinale    | Finale        | Finale        | Rang          |
| Athleten      | Wettbewerb | Zeit    | Rang    | Zeit          | Rang          | Zeit          | Rang          | Zeit          | Rang          | Rang          |
| ------------- | ---------- | ------- | ------- | ------------- | ------------- | ------------- | ------------- | ------------- | ------------- | ------------- |
| Frauen        |            |         |         |               |               |               |               |               |               |               |
| Hanna Barakat | 100 m      | 12,16 s | 5       | ausgeschieden | ausgeschieden | ausgeschieden | ausgeschieden | ausgeschieden | ausgeschieden | ausgeschieden |

### Schwimmen
| Athleten        | Wettbewerb     | Vorlauf | Vorlauf | Halbfinale    | Halbfinale    | Finale        | Finale        | Rang |
| Athleten        | Wettbewerb     | Zeit    | Rang    | Zeit          | Rang          | Zeit          | Rang          | Rang |
| --------------- | -------------- | ------- | ------- | ------------- | ------------- | ------------- | ------------- | ---- |
| Frauen          |                |         |         |               |               |               |               |      |
| Dania Nour      | 50 m Freistil  | 30,43 s | 71      | ausgeschieden | ausgeschieden | ausgeschieden | ausgeschieden | 71   |
| Männer          |                |         |         |               |               |               |               |      |
| Yazan al-Bawwab | 100 m Freistil | 54,51 s | 65      | ausgeschieden | ausgeschieden | ausgeschieden | ausgeschieden | 65   |